# Batangasbaai
Batangasbaai is een baai aan de zuidwest kant van het Filipijnse eiland Luzon. Aan de baai liggen de gemeenten Mabini, Bauan, San Pascual en Tingloy en de stad Batangas City. De baai heeft een oppervlakte van ongeveer 220 km² en een kustlijn van 470 km. De maximale diepte van de baai, bij de ingang, is 466 meter. In de baai zijn diverse havens te vinden.